# Tリーグ個人戦
Tリーグ個人戦（てぃーりーぐ こじんせん）は、Tリーグが主催で8月に行われる卓球の大会である。

## 概要
2022年8月からTリーグに所属している選手および日本卓球協会本部によって選出された個人戦「Tリーグカップ」が開催。男子・16人と女子・24人のトーナメント形式で優勝が争われる。また、今大会は2024年パリオリンピックの選考会として行われ、成績に応じてポイントが加算される。

## 歴代結果
| 開催回 | 開催年 | 開催地                             | 男子シングルス                | 男子シングルス                | 男子シングルス                  | 女子シングルス                    | 女子シングルス                  | 女子シングルス                    |
| 開催回 | 開催年 | 開催地                             | 優勝                          | 準優勝                        | 3位                             | 優勝                              | 準優勝                          | 3位                               |
| ------ | ------ | ---------------------------------- | ----------------------------- | ----------------------------- | ------------------------------- | --------------------------------- | ------------------------------- | --------------------------------- |
| 1      | 2022   | トッケイセキュリティ平塚総合体育館 | 張本智和 （琉球アスティーダ） | 吉村真晴 （琉球アスティーダ） | 吉山僚一 （岡山リベッツ）       | 早田ひな （日本生命レッドエルフ） | 平野美宇 （木下アビエル神奈川） | 木原美悠 （木下アビエル神奈川）   |
| 2      | 2023   | 東洋大学赤羽台キャンパス           | 張本智和 （琉球アスティーダ） | 戸上隼輔 （明治大学）         | 大島祐哉 （木下マイスター東京） | 平野美宇 （木下アビエル神奈川）   | 伊藤美誠 （スターツ）           | 早田ひな （日本生命レッドエルフ） |

## 中継
- 第1回はひかりTVおよびdTVで試合の生配信が行われた。[4]
- 第2回はLeminoとYoutubeで試合の生配信が行われた。